# Danuta Ulicka
Danuta Małgorzata Ulicka (ur. 8 czerwca 1956 w Warszawie) – polska literaturoznawczyni, specjalistka w zakresie teorii literatury i poetyki, tłumaczka literatury rosyjskiej na język polski.

## Biografia
Córka Jana Surowca i Teodozji z d. Bakalarczyk. W latach 1971–1975 uczęszczała do VI Liceum Ogólnokształcącego im. Tadeusza Reytana w Warszawie, w którym uzyskała maturę (1975). Ukończyła studia polonistyczne na Uniwersytecie Warszawskim (1979). Doktorat obroniła w 1988 roku na Uniwersytecie Warszawskim, a habilitację uzyskała w 2000 roku, również na Uniwersytecie Warszawskim. Tytuł profesora otrzymała w 2009 roku.
Profesor UW (od 2002 roku). Kierowniczka Zakładu Poetyki, Teorii Literatury i Metodologii Badań Literackich  w Instytucie Literatury Polskiej na Wydziale Polonistyki Uniwersytetu Warszawskiego. Wykładowczyni w Kolegium MISH UW, Collegium Artes Liberales UW i Akademii Humanistycznej im. Aleksandra Gieysztora w Pułtusku. Tłumaczyła na polski literaturę rosyjskojęzyczną (m.in. Michaił Bachtin, Siergiej Awierincew, Olga Freudenberg, Roman Jakobson). Dwukrotna laureatka nagrody Ministra Szkolnictwa Wyższego i Techniki (2005, 2007). 

## Wybrane publikacje
Bibliografię podano za cytowanym źródłem.

### Książki naukowe
- M. Bachtin, Estetyka twórczości słownej, Warszawa 1986.
- S. Awierincew, Na skrzyżowaniu tradycji. Szkice o literaturze i kulturze wczesnobizantyjskiej, Warszawa 1988.
- W.J. Propp, Nie tylko bajka, Warszawa 2000.
- O.M. Freudenberg, Semantyka kultury, Kraków 2005.
- Ja – Inny. Wokół Bachtina, t. 1–2 (red. naukowa), Kraków 2009.

### Książki popularnonaukowe i literackie
- R. Pogodin, Drzwi, Warszawa 1989.
- A.D. Sacharow, Wspomnienia, t. 1, Warszawa 1992.
- W. Jerofiejew, Rosyjska piękność, Warszawa 1993; wyd. 2: 2001.
- A. Płatonow, Makar, który zwątpił, „Ogród” 1990, nr 1, s. 45–60.
- W. Jerofiejew, Strusiaczek, „Potop” 1991, nr 6, s. 1; 4–5.

### Książki autorskie
- Ingardenowska filozofia literatury. Konteksty, Warszawa 1992.
- Granice literatury i pogranicza literaturoznawstwa. Fenomenologia Romana Ingardena w świetle filozofii lingwistycznej, Warszawa 1999.
- Literaturoznawcze dyskursy możliwe. Studia z dziejów nowoczesnej teorii literatury w Europie Środkowej i Wschodniej, Kraków 2007.
- Słowa i ludzie. 10 szkiców z antropologii filologicznej, Warszawa 2013.

### Książki zespołowe
- Literatura. Teoria. Metodologia, Warszawa 1998 (wyd. 2: Warszawa 2001; wyd. 3: Warszawa 2006; przekład ukraiński zmieniony i rozszerzony: Literatura. Teorija. Metodologija, Kijów 2006).
- Dialog. Komparatystyka. Literatura, pod redakcją naukową E. Kasperskiego i D. Ulickiej, Warszawa 2002.
- Derrida/Adirred, pod red. naukową D. Ulickiej i Ł. Wróbla, Pułtusk 2006.
- Tradycje polskiej nauki o literaturze. Warszawskie Koło Polonistów po 70 latach, praca zbiorowa pod redakcją D. Ulickiej i M. Adamiaka, Warszawa 2008.
- Tekst (w) sieci, t. 1: redakcja naukowa D. Ulicka, t. 2 redakcja naukowa A. Gumkowska, Warszawa 2009.
- Dramatyczność i dialogowość w kulturze, pod red. naukową A. Krajewskiej, D. Ulickiej, P. Dobrowolskiego, Poznań 2010.

### Antologie
- Poetyka. Genologia. Interpretacje, Warszawa 1997.
- Poetyka, t. 1, Warszawa 1999; wyd. 2: Warszawa 2000; wyd. 3: Warszawa 2003; wyd. 4: Warszawa 2004.
- Poetyka, t. 2, Warszawa 2000; wyd. 2: Warszawa 2001.
- Teoria literatury i metodologia badań literackich, Warszawa 1999: wyd. 2: Warszawa 2001.
- Teoretycznoliterackie tematy i problemy, Warszawa 2003.